# هله

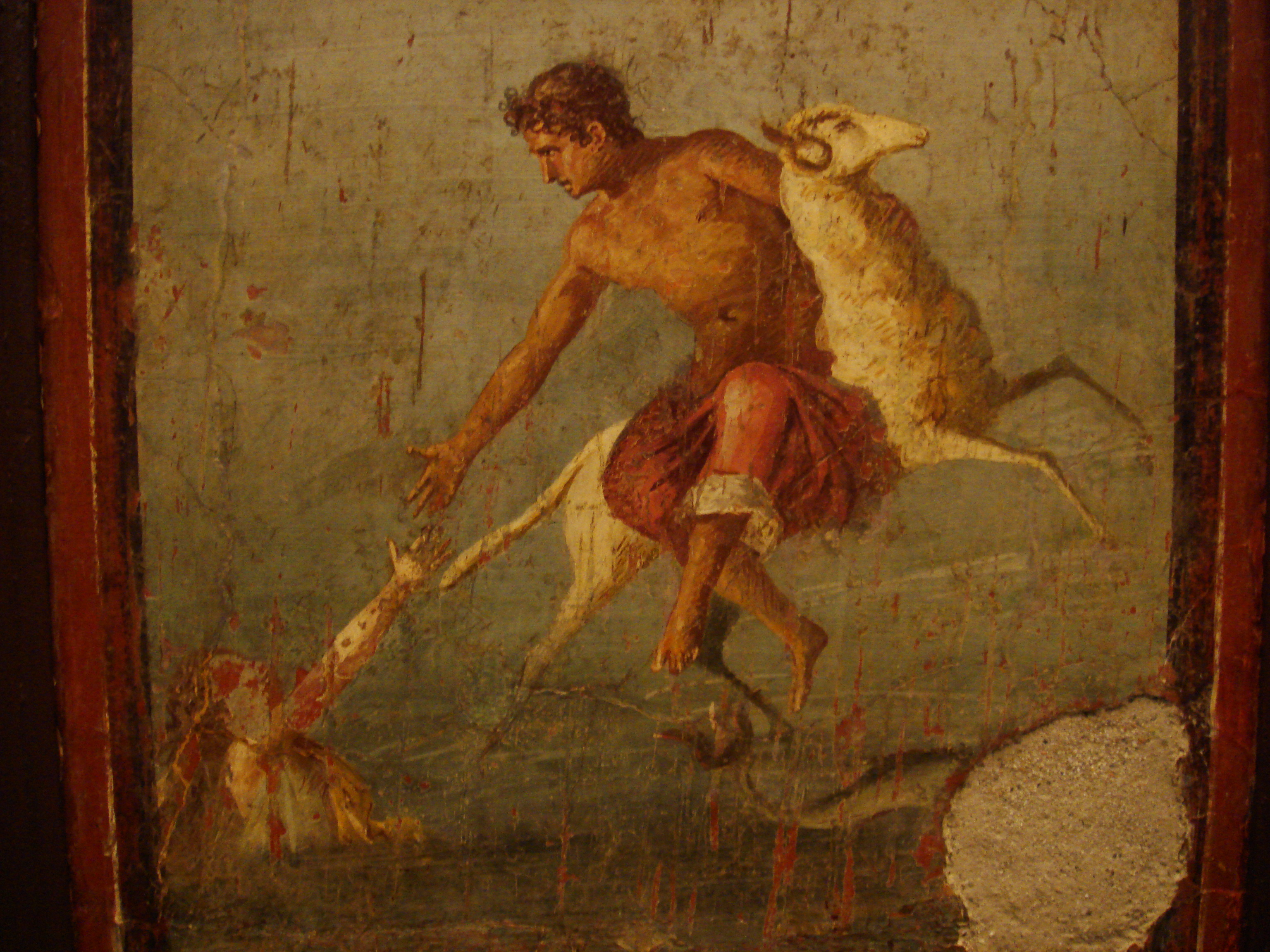
فریکسوس و هله، نقاشی دیواری روم باستان (۴۵-۷۹ میلادی)، پمپئی، ایتالیا.

هله (به یونانی: Ἕλλη) دختر آتاماس و نفله، و خواهر فریکسوس در افسانه‌های یونان باستان است. او در داستان یاسون و آرگونوت‌ها پدیدار می‌شود.
اینو نامادری هله و برادرش فریکسوس، از فرزندان ناتنی‌اش بیزار بود. او به نیرنگ همه دانه‌های انبار شهر را تفت داد، تا دیگر از آنها ساقه‌ای نروید. هنگامی که کشاورزان نگران شدند و خواستار راهنمایی پیشگو بودند. اینو به مردانی که نزد پیشگو روان شدند باج داد، تا به دیگران بگویند که پیشگو ریختن خون فریکسوس و کشتن او را تنها راه چاره و گره‌گشا می‌داند. پیش از اینکه خون فریکسوس ریخته شود، مادر تنی آنها نفله، گوسفندی را برای رهایی فرزندانش از تنگنا فرستاد.
آنها بر پشت گوسفند زرین در آسمان به پرواز درآمدند، تا اینکه در میانهٔ راه، هله از پشت گوسفند به میان دریا افتاد و به زیر آب فرورفت. آن‌جا سپس به نام او تنگهٔ هلسپونتس نامیده شد. فریسکوس زنده به کولخیس رسید. آن‌جا آئیتس به گرمی پذیرای او شد و دخترش خالیکوپه را به همسری فریسکوس درآورد. فریسکوس برای سپاسگزاری پشم زرین گوسفند را به شاه آئیتس هدیه کرد، سپس این پشم زرین در پرستشگاه آویخته شد.